# 傑森號
傑森號（英語：Jason）是一艘於1881年挪威羅德斯文下水的捕鯨船，造船廠與歐內斯特·沙克爾頓堅忍號的相同。此船由桑讷菲尤尔企業家克里森·克里斯滕森出資興建，並參與了1892年至1893年的卡爾·安東·拉森南極遠征。

此外，傑森號曾抵達南緯68°10'，創下當時沿著東部南極半島南航的新紀錄。與此船一起出航遠征的第一位夥伴是瑟倫·安德森。1899年，傑森號被賣給義大利公司，並被重新命名為北極星號。

## 傑森號時期
1888年，弗里喬夫·南森成為傑森號的船長，並前往格陵蘭參與首次的橫越遠征。1892年至1894年，傑森號被徵用為A/S大洋公司南極科學捕鯨遠征的船隻。目的是測繪附近鯨魚和海豹的資源地圖。在這趟任務中，傑森號抵達南緯68°10'的位置。

### 以傑森號命名的地區
- 傑森半島
- 傑森港54°12′S 36°35′W / 54.200°S 36.583°W（南喬治亞）
- 傑森島54°11′S 36°29.5′W / 54.183°S 36.4917°W（南喬治亞）
- 傑森角峰54°11.5′S 36°37′W / 54.1917°S 36.617°W（南喬治亞）

### 1892年至1893年的南極航程
- 弗拉尼斯角
- 克里斯滕森島：西經58°40'，南緯65°5'
- 弗因海岸
- 拉森冰架
- 傑森山: 西經60°45'，南緯65°44'
- 挪威海峽
- 羅伯遜島：西經59°37，南緯65°10'
- 海豹島
- 菲爾岬角：西經60°45'W，南緯66°26'

## 北極星號時期
1899年，此船被賣給義大利王子暨探險家阿布魯齊公爵 路易吉·阿米迪歐，並被重新命名為北極星號。6月12日，阿米迪歐徵集一群來自義大利和挪威的探險人員，從奧斯陸出航。30日，他們抵達了俄羅斯阿爾漢格爾斯克裝載雪橇犬至船上。隨後，船隻前往法蘭士約瑟夫地群島。他們登陸魯道夫島特普利茲灣，滿懷希望地建立一處過冬營地。至此，隊員們建立了一連串可相互支援的帳篷區。在這場遠征中，阿米迪歐因嚴重凍傷失去了兩隻手指，而被迫將指揮權交予翁貝托·卡格尼。1900年4月25日，卡格尼在北緯86°34'的地方插上義大利國旗，宣稱這是最北端的領地。1902年，北極星號退役。